# Linda Nyman
Linda Nyman (Kokkola, 21 gennaio 1994) è una calciatrice finlandese, centrocampista del AGF e della nazionale finlandese.

## Carriera

### Club
Nata nel 1994, ha iniziato a giocare a calcio nelle giovanili del GBK, arrivando in prima squadra a 19 anni, nel 2013, esordendovi il 23 marzo, alla 1ª giornata di campionato, titolare nella sconfitta esterna per 5-1 contro il PK-35 Vantaa. Ha segnato la sua prima rete il 21 settembre, alla 3ª della seconda fase di Naisten Liiga, realizzando il 3-1 al 55' nella vittoria casalinga per 4-1 contro l'ONS. Ha terminato con 24 presenze su 24 e 1 rete, arrivando 9ª su 10 nella stagione regolare, ma ultima nella seconda fase, con le ultime 4 a cercare di non retrocedere, scendendo quindi in Naisten Ykkönen.
Nel 2014 è passata all'Honka, rimanendo in massima serie, debuttando il 22 marzo, schierata titolare nel pareggio interno per 3-3 con l'Åland United alla 1ª giornata di campionato. Ha realizzato il suo primo gol il 17 maggio, segnando il 4-1 al 56' nel successo in trasferta per 4-2 con il NiceFutis della 7ª di Naisten Liiga. In 5 anni in giallonero, nei quali ha collezionato 105 gare giocate  e 14 gol, ha vinto 2 Coppe di Finlandia nel 2014 e 2015, battendo in finale rispettivamente l'Ilves e l'HJK, e il campionato nel 2017, grazie al quale ha potuto esordire in Women's Champions League, il 7 agosto 2018, titolare nel pareggio per 1-1 nel turno preliminare ad Alytus, in Lituania, contro le padrone di casa del Gintra Universitetas. Qualificatasi ai sedicesimi di finale come una delle 2 migliori seconde, è poi stata eliminata dalle svizzere dello Zurigo.
Si è trasferita per la prima volta all'estero nel 2019, in Svezia, al Kungsbacka DFF, in Damallsvenskan, massima serie svedese. Ha esordito il 13 aprile, titolare nella sconfitta per 3-0 in casa contro il Kopparbergs/Göteborg alla 1ª giornata di campionato. Schierata in 21 gare su 22 di Damallsvenskan e 1 di Coppa di Svezia, non è riuscita ad evitare il 12º ed ultimo posto con soli 5 punti, con conseguente retrocessione in Elitettan.
A inizio 2020 è andata a giocare in Italia, accordandosi con l'Inter, in Serie A, ritrovando la connazionale Anna Auvinen, sua compagna di squadra nei 5 anni all'Honka.

### Nazionale
Nazionale maggiore finlandese dal 2018, ha esordito in gara ufficiale il 2 settembre 2019, venendo schierata titolare nella vittoria esterna per 3-0 a Elbasan contro l'Albania nelle qualificazioni all'Europeo di Inghilterra 2022.

## Statistiche

### Presenze e reti nei club
Statistiche aggiornate al 4 aprile 2020.
| Stagione       | Squadra      | Campionato   | Campionato | Campionato | Coppe nazionali | Coppe nazionali | Coppe nazionali | Totale | Totale |
| Stagione       | Squadra      | Comp         | Pres       | Reti       | Comp            | Pres            | Reti            | Pres   | Reti   |
| -------------- | ------------ | ------------ | ---------- | ---------- | --------------- | --------------- | --------------- | ------ | ------ |
| gen.-giu. 2020 | Inter        | A            | 5          | 0          | CI              | 0               | 0               | 5      | 0      |
| 2020-2021      | Inter        | A            | 0          | 0          | CI              | 0               | 0               | 0      | 0      |
| Totale Inter   | Totale Inter | Totale Inter | 5          | 0          |                 | 0               | 0               | 5      | 0      |

## Palmarès

### Club
- Campionato finlandese: 1

Honka: 2017
- Coppa di Finlandia: 2

Honka: 2014, 2015